# Лехути-Малі
Лехути-Малі (пол. Lechuty Małe) — село в Польщі, у гміні Тереспіль Більського повіту Люблінського воєводства.
Населення — 72 особи (2011).
У 1975-1998 роках село належало до Білопідляського воєводства.

## Демографія
Демографічна структура станом на 31 березня 2011 року:
|          | Загалом | Допрацездатний вік | Працездатний вік | Постпрацездатний вік |
| -------- | ------- | ------------------ | ---------------- | -------------------- |
| Чоловіки | 38      | 14                 | 18               | 6                    |
| Жінки    | 34      | 6                  | 18               | 10                   |
| Разом    | 72      | 20                 | 36               | 16                   |